# Mary Pinchot Meyer
Mary Eno Pinchot Meyer, née le 14 octobre 1920 à New York (État de New York, États-Unis) et morte assassinée le 12 octobre 1964 à Washington D.C., est une artiste américaine. Son travail est considéré comme faisant partie de l'École de couleur de Washington. Il a été sélectionné pour être présenté à l'exposition d'art de l'Union panaméricaine au Musée d'art moderne de Buenos Aires. Mary a été mariée à l'agent de l'Agence Centrale de Renseignement (CIA) Cord Meyer de 1945 à 1958. Après son divorce avec lui, elle entretient une relation amoureuse avec John F. Kennedy, 35e président des États-Unis.
Meyer a été tuée le 12 octobre 1964 à Washington D.C., dans le quartier de Georgetown, trois semaines après la publication du rapport de la Commission Warren, dont Meyer aurait contesté les conclusions,. Meyer a longtemps critiqué la CIA. Le fait que la CIA avait mis sur écoute le téléphone de Meyer, et que le chef du contre-espionnage de la CIA, James Jesus Angleton, s'efforce de récupérer le journal intime de Meyer immédiatement après sa mort, amène à se questionner sur l'implication de la CIA dans le meurtre de Mary. En outre, les dossiers du personnel de l'armée, destinés au témoin à charge, le lieutenant William L. Mitchell, sortis en 2015 et 2016, en vertu de la Loi sur la liberté et l'information, confirment ses liens avec la communauté du renseignement. L'implication de la CIA a également été suggérée par l'appel téléphonique que Wistar Janney, haut responsable de l'Agence a passé à Ben Bradlee, quelques heures avant que la police ait identifié le corps de Meyer. L'homme accusé du meurtre, Ray Crump, Jr, a été acquitté au procès en juillet 1965. Le meurtre reste officiellement non résolu.

## Jeunesse
Mary Eno Pinchot est née dans la Ville de New York et est l'aînée des deux filles de Amos et Ruth (née Pickering) Pinchot. Amos Pinchot était un riche avocat et une figure clé du Parti Progressiste qui a aidé à financer le magazine socialiste Les Masses. Sa mère Ruth, était la deuxième femme d'Amos Pinchot. Elle était journaliste et écrivait pour des magazines tels que La Nation et de La Nouvelle République. Mary était également la nièce de Gifford Pinchot, un défenseur de l'environnement et deux fois Gouverneur de Pennsylvanie. Pinchot et sa jeune sœur Antoinette (surnommée "Tony") ont été élevées dans la maison familiale de Gray Towers à Milford, en Pennsylvanie. Enfant, Pinchot a rencontré des intellectuels de gauche tels que Mabel Dodge, Louis Brandeis, Robert M. La Follette, Sr, et Harold L. Ickes. Elle a fréquenté l'école Brearley et le collège Vassar, où elle s'intéresse au Communisme. Elle a commencé à fréquenter William Attwood en 1935 et, avec lui lors d'un bal organisé à Choate, elle a rencontré John F. Kennedy en 1936.
Après l'obtention de son diplôme de Vassar en 1942, Meyer, devenue journaliste, écrit pour le Royaume-Presse et Mademoiselle. En tant que pacifiste et membre de l'American Labor Party elle a été surveillée par le Bureau Fédéral d'Investigation (FBI).

## Mariage
Pinchot a rencontré Cordon Meyer en 1944, alors qu'il était lieutenant du Corps de la Marine et qu'il avait perdu son œil gauche à cause des éclats d'obus reçus au combat. Mary et Cordon, qui avaient tous deux des idées pacifistes et des croyances dans le gouvernement mondial, se sont mariés le 19 avril 1945. Durant le printemps de cette même année, ils ont tous deux participé à la Conférence des Nations unies sur l'organisation internationale à San Francisco, durant laquelle l'Organisation des Nations unies a été fondée. Cordon aidait Harold Stassen et Mary était une reporter pour un journal syndicaliste. Plus tard, elle a travaillé pendant un certain temps comme rédactrice de l'Atlantic monthly. En novembre 1945, le premier enfant de Mary et Cordon, Quentin, est né, suivi par Michael en 1947. Pinchot devient une femme au foyer et suit des cours à la League des Étudiants d'Art (de New York).
Cordon Meyer est devenu président de l'Organisation des Fédéralistes mondiaux. En mai 1947, le nombre de membres de l'organisation a doublé. Mary Meyer a écrit pour le journal de l'organisation. En 1950, leur troisième enfant, Mark, est né et ils ont déménagé à Cambridge, dans le Massachusetts. Pendant ce temps, son mari a commencé à ré-évaluer ses notions de gouvernement mondial alors que des membres du Parti Communiste des États-Unis infiltraient les organisations internationales qu'il avait fondées. La date à laquelle Cordon commence à travailler secrètement pour la CIA est inconnue mais, en 1951, Allen Dulles a approché Cordon. Il devint un employé de la CIA et fut bientôt un "agent principal" de l'Opération Mockingbird, une opération secrète destinée à influencer les médias imprimés et audiovisuels américains de la façon voulue par la CIA.
Avec la nomination de son mari à la CIA, Mary et sa famille s'installent à Washington DC et deviennent des membres connus de la société de Georgetown. Parmi leurs connaissances, on compte Joseph Alsop, Katharine Graham, Clark Clifford, et le journaliste du Washington Post James Truitt et son épouse, l'artiste réputée Anne Truitt. Leur cercle social comprenait également des personnes affiliées à la CIA telles que Richard M. Bissell Jr, le haut fonctionnaire du contre-espionnage James Angleton, et de Marie et Frank Wisner (le patron de Cordon à la CIA). Mary Pinchot Meyer a ouvertement critiqué l'Agence et ses programmes, assimilant le directeur de la CIA, Allen Dulles, à Machiavel.
En 1953, le Sénateur Joseph McCarthy a publiquement accusé Cordon Meyer d'être un Communiste et le Bureau Fédéral d'Investigation a examiné le passé politique de Mary. Allen Dulles et Frank Wisner ont défendu Cordon qui resta donc dans la CIA. Cependant, au début de 1954, Cordon Meyer était devenu mécontent de sa carrière à la CIA. Il a utilisé les contacts de ses opérations secrètes dans l'Opération Mockingbird pour s'adresser à plusieurs éditeurs new-yorkais pour être embauché, mais sans résultat.
Au cours de l'été 1954, John F. Kennedy et sa femme Jackie Kennedy ont acheté une maison voisine de celle des Meyer. Mary et Jackie ont fait connaissance et « se sont promenées ensemble ». Une des amies proches de Mary était une camarade du collège Vassar, Cicely d'Autremont, qui a épousé James Angleton (un agent de la CIA). En 1955, la sœur de Mary, Antoinette (Tony) épouse Ben Bradlee, alors chef du bureau de Washington de Newsweek. Le 18 décembre 1956, un des fils Meyer, Michael, alors âgé de 9 ans, est tué par une voiture. Bien que cette tragédie ait brièvement rapproché Mary et Cord, Mary demande le divorce en 1958.

## Relation avec Kennedy
Après le divorce, Mary et ses deux fils s'installent à Georgetown, quartier huppé de Washington. Elle recommence à peindre dans le garage de sa sœur Tony (reconverti en atelier). Elle commence une relation avec le peintre abstrait-minimaliste Kenneth Noland et devient amie avec Robert Kennedy, qui avait acheté la maison de son frère à Hickory Hill, en 1957. Nina Burleigh, dans son livre A Very Private Woman, explique qu'après son divorce, Mary est devenue « une ingénue bien élevée qui cherche à s'amuser mais s'attire des ennuis en cours de route ».
Angleton a déclaré à Joan Bross, l'épouse de John Bross, un haut fonctionnaire de la CIA, qu'il avait commencé à mettre le téléphone de Mary sur écoute, après qu'elle a quitté son mari. Angleton rendait souvent visite à Mary et emmenait les fils de Mary à la pêche. Mary a rendu visite à John F. Kennedy à la Maison-Blanche en octobre 1961 et leur relation est devenue intime. Mary a expliqué à Anne et James Truitt, qu'elle tenait un journal intime. Les rumeurs et articles de presse concernant la liaison entre Mary et John Fitzgerald Kennedy font la une et sont confirmés par le rédacteur en chef du Washington Post, Ben Bradlee, qui n'est autre que le beau-frère de Mary. Timothy Leary a plus tard affirmé que Mary avait influencé «la vision de Kennedy sur le désarmement nucléaire et le rapprochement avec Cuba». Dans une interview avec Nina Burleigh, l'assistant de Kennedy, Myer Feldman, a déclaré que Mary avait été la femme avec laquelle Kennedy avait le plus parlé de ce qu'il pensait. Burleigh a écrit : « Mary pourrait en fait être une force de paix pendant certaines des années les plus effrayantes de la guerre froide ».
Dans une interview avec l'auteur Peter Janney en 2008, pour son livre Mary's Mosaic, le journaliste et ami de Kennedy, Charles Bartlett a souligné la nature sérieuse de la romance de Pinchot Meyer avec le défunt président, déclarant : « C'était une relation dangereuse. Il était amoureux d'elle, il était fortement épris d'elle. Il a été très franc avec moi à ce sujet.» En octobre 1963, un mois avant son assassinat, Kennedy écrivit une lettre à Mary, l'invitant à se joindre à lui pour un rendez-vous. La lettre non envoyée, écrite sur papier à entête de la Maison Blanche et retenue par la secrétaire personnelle de Kennedy, Evelyn Lincoln, s'est vendue en juin 2016 aux enchères pour un peu moins de 89 000 dollars. La lettre se lit comme suit : « Pourquoi ne quittez-vous pas la banlieue pour une fois - venez me voir - soit ici - soit au Cap la semaine prochaine ou à Boston le 19. Je sais que c'est imprudent, irrationnel et que vous pouvez détester ça - ou pas - et ça me ferait plaisir. Vous dites que c'est bon pour moi de ne pas obtenir ce que je veux. Après toutes ces années, vous devriez me donner une réponse plus aimante que cela. Pourquoi vous ne dites juste pas oui ? ». La lettre est signée "J".

## Assassinat

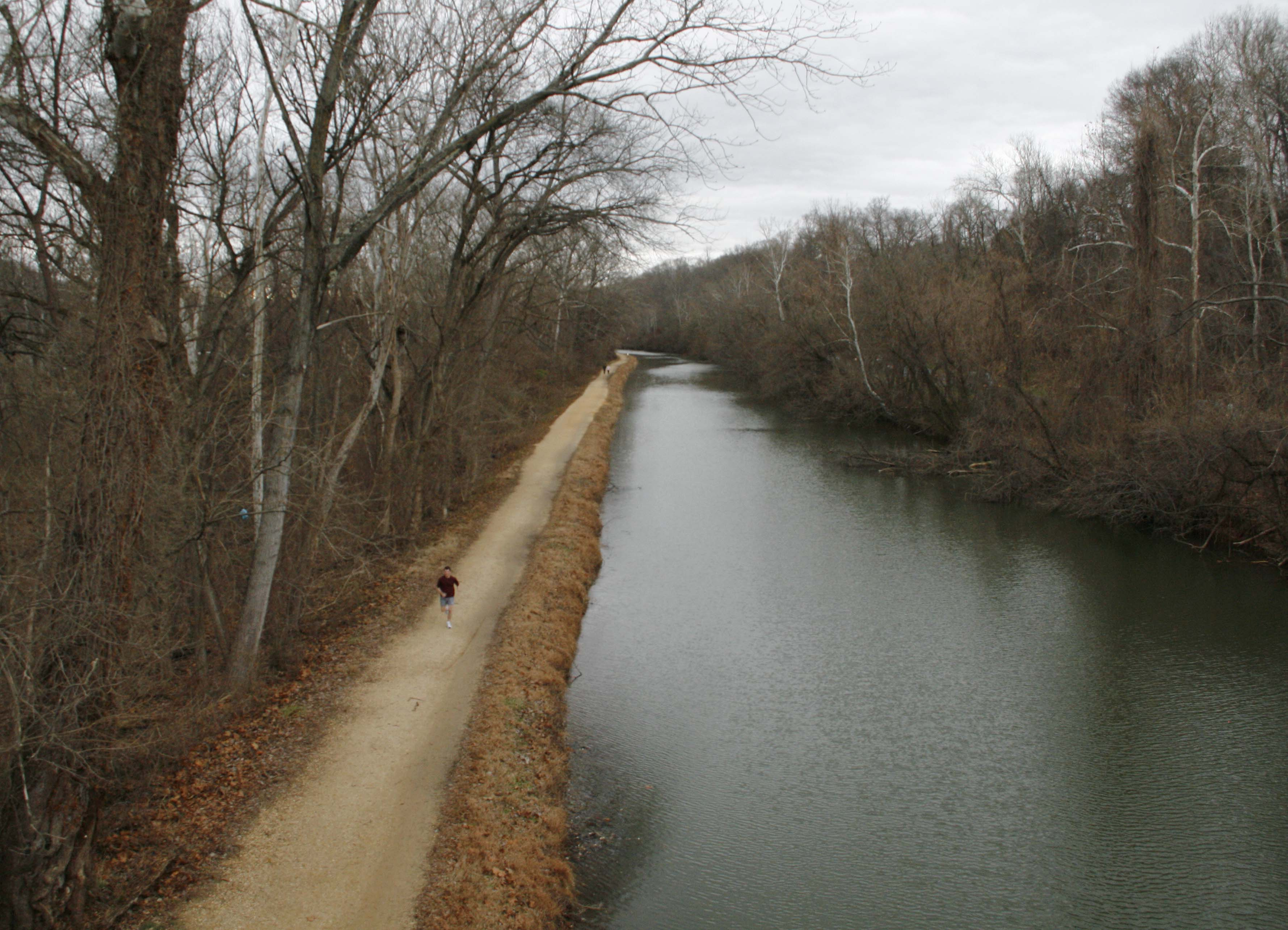
C & O Canal from Chain Bridge at the base of the Palisades

### Les faits
Le 12 octobre 1964, Pinchot Meyer termine un tableau et se rend à Georgetown pour une promenade quotidienne le long du chemin de halage du canal Chesapeake and Ohio Canal. Le mécanicien Henry Wiggins essayait de réparer une voiture sur la route du canal et entendit une femme crier «que quelqu'un m'aide, que quelqu'un m'aide». Wiggins a entendu deux coups de feu et a couru vers un muret en regardant le sentier où il a vu «un homme noir en veste légère, un pantalon sombre et une casquette noire posée sur le corps d'une femme blanche». Le corps de Pinchot Meyer avait deux blessures par balle, une dans la tempe gauche et une dans le dos. Un expert médico-légal du FBI a déclaré plus tard que «les auréoles noires sur la peau autour des deux plaies d'entrée suggéraient qu'elles avaient été tirées très près, possiblement à bout portant». Environ quatre minutes après le meurtre, l'inspecteur de police de Washington, John Warner, a repéré un homme afro-américain trempé dans l'eau près de la scène du meurtre, nommé Ray Crump. Crump ne courait pas. « Il marchait », a déclaré l'inspecteur Warner lors du procès pour meurtre. Crump a été arrêté à 13 h 15 après que le mécanicien Wiggins a déclaré à la police qu'il avait vu Crump se tenir à côté du corps de Mary.
Le lendemain du meurtre, un deuxième témoin, le lieutenant d'armée William L. Mitchell, s'est présenté et a déclaré à la police, qu'en faisant son jogging la veille, il avait vu un homme noir traîner une femme blanche qu'il croyait être Mary Meyer. La description par Mitchell, des vêtements portés par le meurtrier correspondaient aux vêtements que Crump portait ce jour-là. Sur la base des deux témoignages, Crump fut inculpé sans audience préliminaire. Cependant, aucune arme à feu n'a été trouvée et Crump n'a jamais été lié à l'arme utilisée pour tuer Mary. Le rapport du FBI publié par Peter Janney dans son livre Mary's Mosaic, a démontré qu'il n'existait aucune preuve médico-légale liant Crump à la victime ou à la scène du meurtre. Malgré le fait que Pinchot Meyer ait saigné abondamment de sa blessure à la tête, aucune trace de son sang n'a été trouvée sur Crump ou ses vêtements. L'après-midi du meurtre, quelques heures avant que la police ait identifié le corps, le fonctionnaire de la CIA, Wistar Janney, a d'abord appelé le beau-frère de Meyer - Ben Bradlee - puis Cord Meyer pour leur annoncer la mort de Mary,.

### Procès et acquittement de Crump
Lorsque Crump a été jugé, le juge Howard Corcoran a jugé que la vie privée de Mary ne pouvait être divulguée dans la salle d'audience. Dovey Johnson Roundtree, l'avocate de Crump, s'est ensuite aperçue qu'elle ne pouvait presque rien savoir de la victime. Devant les tribunaux, Dovey a montré que l'homme noir décrit par les deux témoins pesait environ 50 livres de plus et cinq pouces de plus que Crump. Crump a été acquitté de toutes les accusations le 29 juillet 1965 et le meurtre reste non résolu. Les révélations postérieures au procès semblent corroborer son innocence dans le meurtre de Meyer, notamment la présence probable d'un autre homme noir sur les lieux après son arrestation et le fait que la police a fouillé sa veste 15 minutes avant son arrestation. L'avocat de Crump, Dovey Roundtree, déclare dans son autobiographie Justice Older than the Law, que Crump avait un alibi que pouvait confirmer un témoin mais ce témoin a disparu avant le procès. Cord Meyer a quitté la CIA en 1977. Dans son autobiographie de 1982, Facing Reality : From World Federalism to CIA, il écrit : «Les conclusions de l'enquête policière m'ont convaincu que Mary avait été victime d'une agression sexuelle par un seul individu et qu'elle a été tuée lorsqu'elle essayait de fuir». Il a déclaré qu'il avait rejeté la «spéculation journalistique» selon laquelle il croyait que la mort de son ex-femme avait une autre explication.

### Allégations posthumes
Le numéro du 2 mars 1976 du National Enquirer citait James Truitt affirmant que Meyer avait eu une liaison de deux ans avec John F. Kennedy et qu'ils fumaient de la marijuana dans une chambre de la Maison Blanche. Selon Truitt, leur premier rendez-vous a eu lieu après que Meyer a été conduite à la Maison Blanche dans une limousine conduite par un agent des services secrets ; elle a été accueillie par Kennedy et emmenée dans une chambre. Il a déclaré que Meyer et Kennedy se rencontraient régulièrement de cette manière, parfois deux ou trois fois par semaine, jusqu'à son assassinat. Truitt a déclaré que Mary et Kennedy «avaient l'habitude de prendre un verre ou dîner seuls ou parfois avec des conseillers». Truitt affirme que Meyer avait offert des cigarettes de marijuana à Kennedy après une réunion le 16 avril 1962. Selon l'Enquirer, Meyer tenait également un journal intime. Tony Bradlee - la sœur de Mary - confirme l'existence de ce journal et expliquant qu'elle a trouvé le journal de sa sœur - après son décès - dans le garage réaménagé en atelier de peinture. Tony a donné le journal à James Angleton, qui l'a brûlé au siège de la CIA.